# Спринт (легка атлетика)

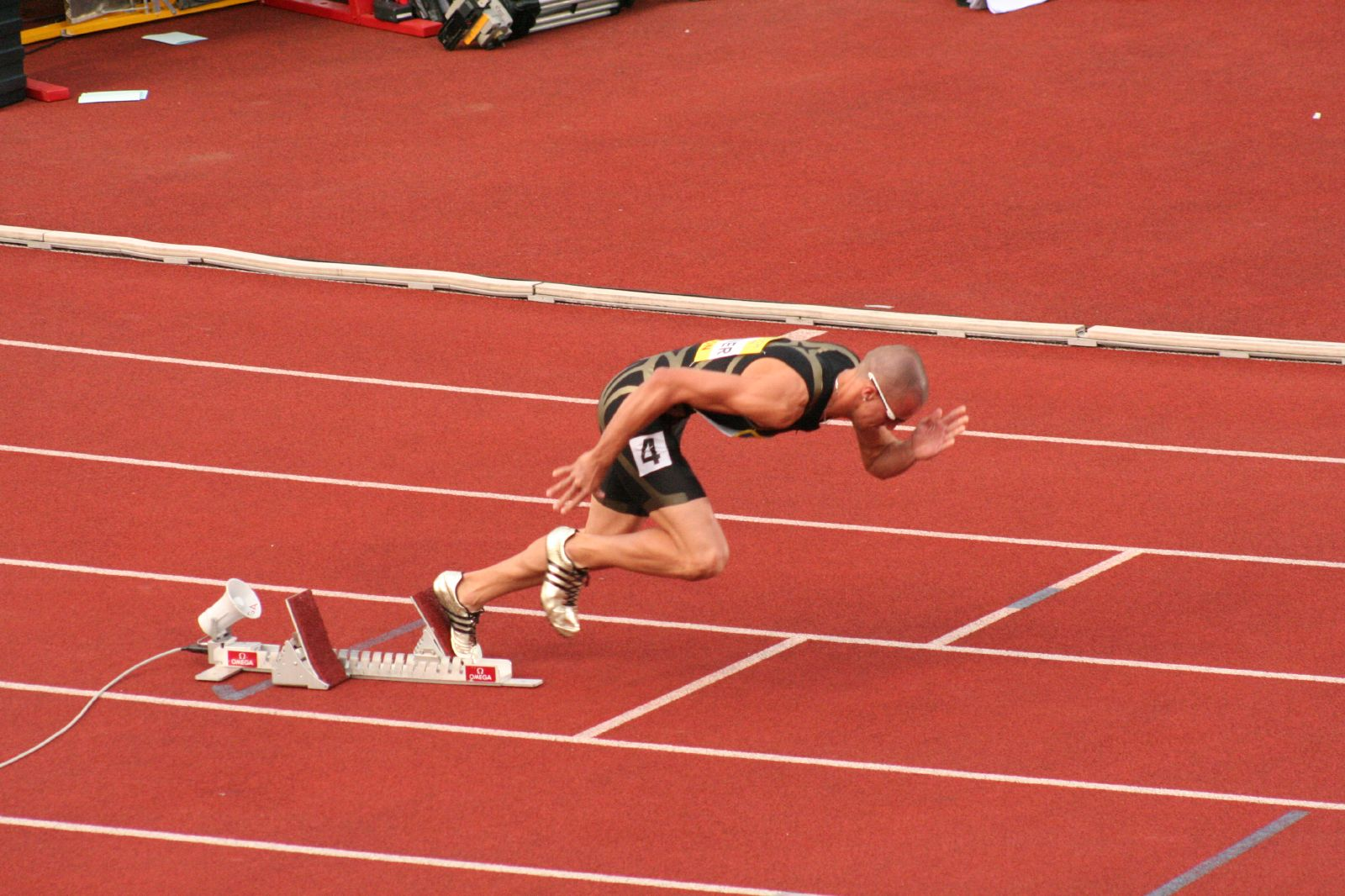
Джеремі Ворінер. Старт. На стартових колодках встановлений динамік, що передає звук стартового пістолета.

Спринт (від англ. sprint) — сукупність легкоатлетичних дисциплін, де спортсмени змагаються з бігу на короткі (спринтерські) дистанції по стадіону. Спринтом вважаються дистанції до 400 метрів включно. У програму Олімпійських ігор включений гладкий біг на 100, 200 та 400 метрів у чоловіків і жінок, естафетний біг 4x100 і 4x400 метрів у чоловіків та жінок.

## Фізіологія
Характерною особливістю спринту є функціонування організму в режимі креатин-фосфатного алактатного і анаеробного лактатного режимів енергоспоживання. На коротких дистанціях кров просто не встигає зробити цикл кровообігу. Час проходження крові великим колом кровообігу становить 26 секунд, причому ноги це периферія кровоносної системи.

## Дистанції

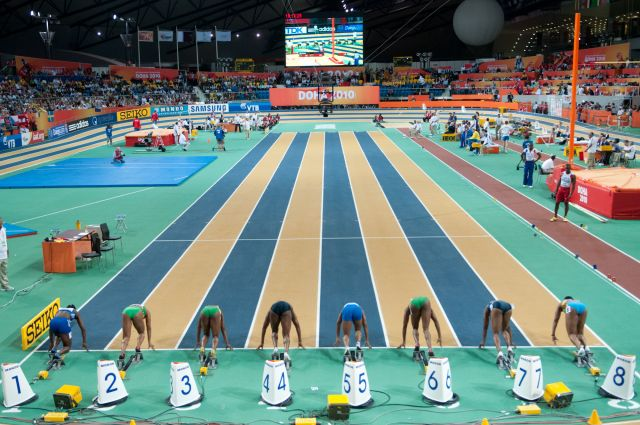
Жінки на старті 60-метрівки.

Змагання у спринті проводяться на офіційних змаганнях (чемпіонати Світу, Європи, Олімпійські ігри), а також входять в програму легкоатлетичного багатоборства.

### 60 м
Офіційні забіги на 60 метрову дистанцію проходять у закритих приміщеннях на прямій ділянці 200 метрової дистанції або окремому біговому сегменті доріжки. Так як забіг триває 6-9 секунд, то хороша стартова реакція в цій дисципліні важливіша, ніж в будь-який іншій.

### 100 м

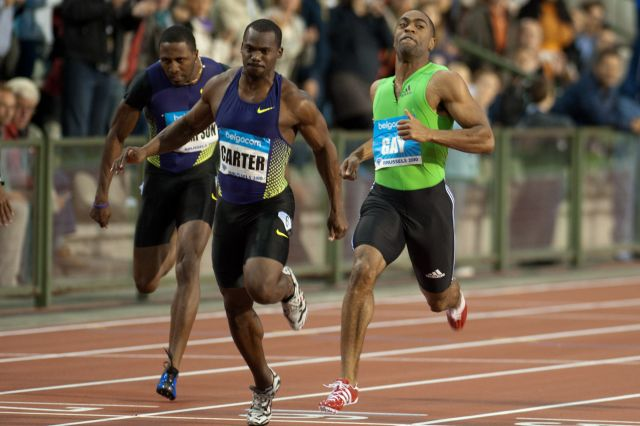
Тайсон Гей фінішує на стометрівці.

Проводиться на літніх стадіонах на прямій ділянці 400 метрової доріжки. Вважається однією з найпрестижніших дисциплін, як в легкій атлетиці, так і в спорті взагалі.

### 200 м

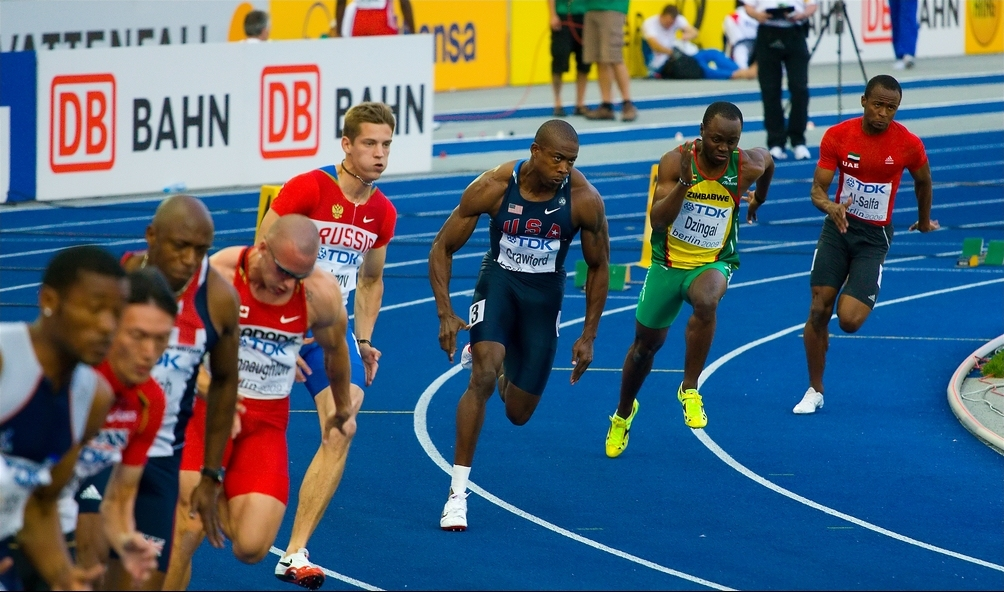
Чоловіча двістаметрівка.

Проводиться на літніх і на зимових (рідше) стадіонах. Дистанція включає в себе проходження однієї кривої і потім прямої ділянки. У зв'язку з цим вимагає певних навичок швидкісної витривалості і техніки проходження поворотів без зниження швидкості.

### 400 м
Проводиться на літніх і на зимових стадіонах. Так званий «довгий спринт». Вимагає швидкісної витривалості та вміння грамотно розподілити сили впродовж всієї дистанції.

### Естафети
Проводяться на літніх і на зимових стадіонах. В офіційну програму Олімпійських ігор входять 4 x 100 та 4 x 400 метрів.

### Нестандартні дистанції
До нестандартних спринтерських дистанцій зазвичай відносять:
- Біг на 25 метрів
- Біг на 30 метрів (найчастіше використовується у закладах освіти, для організації спортивних змагань або в інших місцях)
- Біг на 40 ярдів
- Біг на 50 метрів
- Біг на 55 метрів
- Біг на 100 ярдів (застаріла спринтерська дистанція)
- Біг на 200 ярдів (застаріла спринтерська дистанція)
- Біг на 150 метрів
- Біг на 250 метрів
- Біг на 300 метрів
- Біг на 500 метрів (так як і дистанція 30 метрів, найчастіше використовується у закладах освіти, для організації спортивних змагань або інших місцях)
- Естафета 4×150 метрів
- Естафета 4×200 метрів
- інші нестандарті спринтерські дистанції та естафети